# Frank Cheney
Frank Cheney, Jr. (* 14. August 1860 in Manchester, Hartford County, Connecticut; † 31. März 1957 ebenda) war ein US-amerikanischer Seidenfabrikant.

## Leben

### Familie und Ausbildung
Frank Cheney, Sohn des Mitgründers der Cheney Brothers Silk Manufacturing Company, Frank Cheney Sr. (1817–1904) und der Susan Jarvis Cushing Cheney (1827–1914), graduierte 1882 am Massachusetts Institute of Technology in Cambridge.
Frank Cheney heiratete am 6. Januar 1897 Florence White Wade (1860–1930). Der Ehe entstammte die Tochter Frances Virginia. Cheney starb Ende März 1957 im Alter von 96 Jahren in seiner Heimatstadt Manchester. Seine letzte Ruhestätte fand er auf dem dortigen East Cemetery.

### Beruflicher Werdegang
Cheney trat nach seinem Studienabschluss in die bis zur Großen Depression der 1930er-Jahre zu den führenden Unternehmen der Vereinigten Staaten auf dem Gebiet der Herstellung und Verarbeitung von Seidenprodukten zählende Cheney Brothers ein, zuletzt übte er das Amt des Chairman of the Board aus. Cheney fungierte darüber hinaus als President der Savings Bank of Manchester und als Director der Phoenix Mutual Life Insurance Company in Hartford, der Phoenix State Bank & Trust Company of Hartford sowie der Hartford Electric Light Company.
Der der Republikanischen Partei Beigetretene gehörte in den Jahren 1905 bis 1909 dem Connecticut House of Representatives an.